# Vibia Sabina

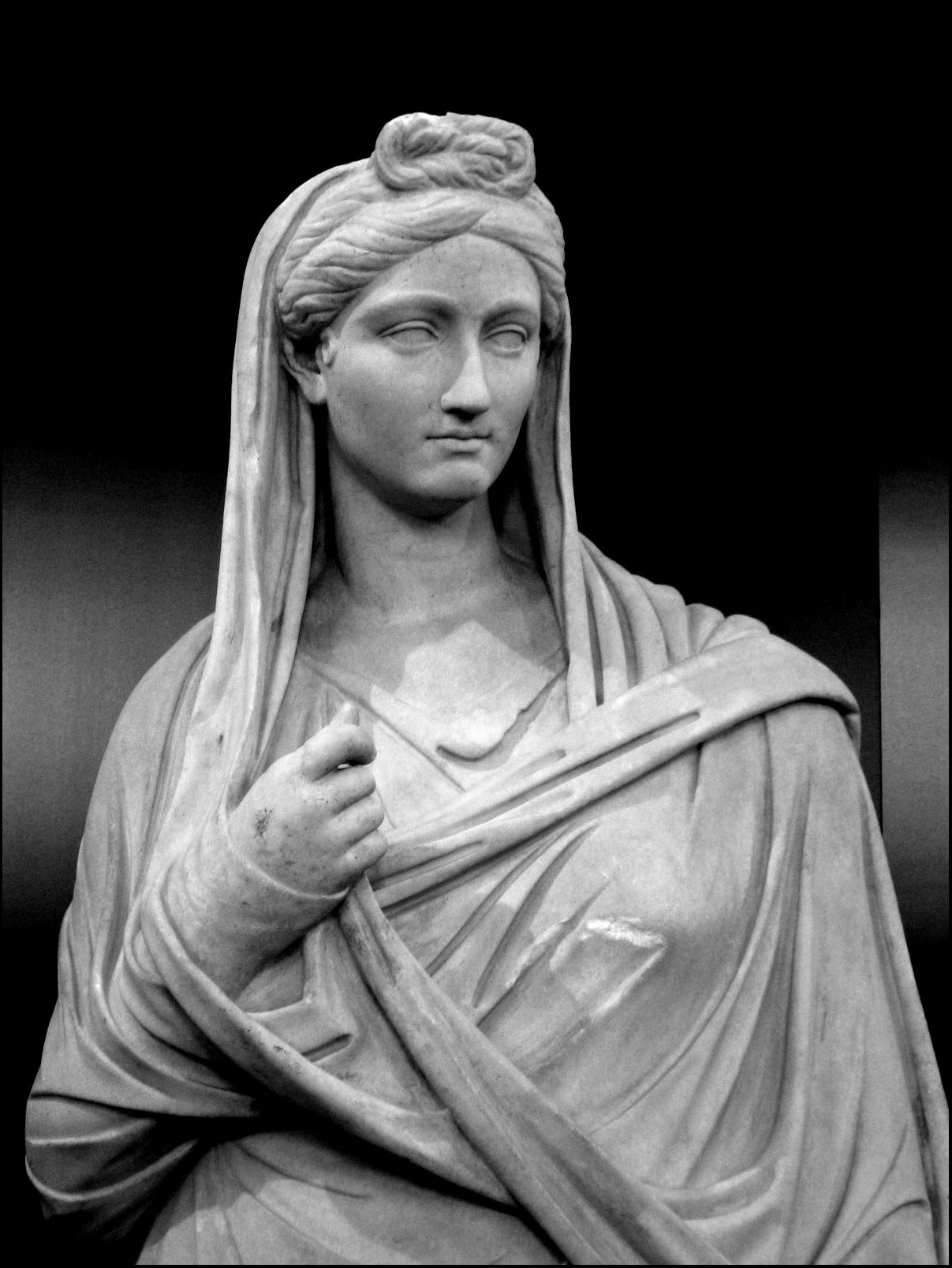
Vibia Sabina.

Vibia Sabina, född 86, död 137, var en romersk kejsarinna, gift med kejsar Hadrianus.

## Biografi
Vibia Sabina var dotter till suffect konsul Lucius Vibius Sabinus och Salonina Matidia, och genom sin mormor Marciana systerdotterdotter till kejsar Trajanus. Hon hade en äldre syster, Mindia Matidia eller Matidia den yngre. Hennes far avled året efter hennes födelse, och hon växte upp med sin mor och syster hos kejsarparet Trajanus och Pompeia Plotina.

### Äktenskap
Vibia Sabina gifte sig år 100 på kejsarinnan Pompeia Plotinas önskemål med sin mors syssling Hadrianus för att underlätta för Hadrianus att efterträda Trajanus. Trajanus var enligt uppgift tveksam till äktenskapet, men övertalades av Plotina.  Äktenskapet var barnlöst. Hadrianus efterträdde Trajanus år 117.
Enligt den traditionella beskrivningen ur Historia Augusta var äktenskapet olyckligt. Hadrianus ska ha ha avskedat den praetorianske prefekten Septius Clarus och den kejserliga sekreteraren Suetonius för att de liksom "många andra" män hade betett sig för intimt med Vibia Sabina (en incident som anges skett under parets besök i Britannien år 122), och han ska öppet ha sagt att han gärna hade skilt sig från henne eftersom hon var besvärlig och hade ett dåligt humör, om äktenskapet inte hade varit politiskt nödvändigt. Vibia Sabina å sin sida ansåg sig dåligt behandlad av honom och ska ha sagt sig använda preventivmedel för att hon inte ville att hans egenskaper skulle ärvas till deras barn.
Ingenting finns bevarat om hennes relation till Antinous, som utpekades som makens älskare och som åtföljde dem, och avled under resan i öster åren 128–131. Det har förekommit spekulationer om att hon hade en relation med poeten Julia Balbilla, som följde paret under resan i öster och skrev poem som firade hennes skönhet.

### Offentlig roll
Vibia Sabina spelade en viktig roll i Hadrianus offentliga representation, då han ville framhäva sin legitimitet genom sin förbindelse med kejsar Trajanus. Under de första åren av sin regering gjorde han dock detta genom att framhäva Trajanus avlidna hustru, syster och systerdotter, snarare än sin maka. En vändpunkt kom år 126, när Vibia Sabina offentligt fick titeln Augusta samtidigt som han själv antog titeln Pater Patriae, varefter de båda även antog gudatitel som Theos respektive Thea. Efter detta förekom hon ständigt på mynt, offentliga inskriptioner, skulpturer och inom annan offentliga kejserlig representation. Hon var den första romerska kejsarinna om vilken det utgavs en sammanhängde och regelbunden myntproduktion.
Vibia Sabina åtföljde troligen Hadrianus på hans resa genom det romarriket i väster 121–125, och det är bekräftat att hon gjorde det på hans resa i öster, till Grekland, Mindre Asien, Judea, Arabia och Egypten under 128–131. Att Hadrianus tog med Sabina på sina resor har ibland tolkats som att han ville hålla henne under uppsikt.
Av allt att döma utövade Vibia Sabina mecenatverksamhet och utförde personliga donationer och byggnadsverksamhet både i Rom och runtom imperiet, och under resan i öster avbildades hon då hon bad offentligt till lokala gudar och mottog supplikanter i offentlig audiens. Under kejsarparets vistelse i Aten blev hon och hennes syster och invigda i de Eleusinska mysterierna, och Sabina firades som Demeter och fick ett Demetertempel invigt till sin ära.
Vibia Sabina avled år 137. Enligt Historia Augusta gav Hadrianus henne det gift hon använde till att begå självmord. Detta kan möjligen tyda på att han ville undanröja möjligheten att hon skulle sätta sig emot successionen av den valda efterträdare han nyligen hade adopterat, om hon överlevde hans död.

## Eftermäle
Vibia Sabina blev gudaförklarad av sin make efter sin död. En avbildning av hennes apoteos är den första kända avbildningen av en kvinnas upptagning bland gudarna i den romerska konsten.